# Trolejbusy w Wilnie
Trolejbusy w Wilnie – system komunikacji trolejbusowej działający w stolicy Litwy, Wilnie.

## Historia
Pierwszą linię trolejbusową w Wilnie otwarto 3 listopada 1956, miała 7,8 km i była oznaczona numerem „2”. Kursowała na trasie Stotis (dworzec kolejowy) – Antakalnis, do obsługi linii skierowano 7 trolejbusów typu MTB-82D. W następnym roku liczba posiadanych przez miasto wozów wzrosła do 25, w związku z tym oddano do użytku dwie nowe linie: „2”: Stotis (dworzec kolejowy) – Žvėrynas oraz „3”: Antakalnis – Žvėrynas. W 1960 zakupiono czechosłowackie pojazdy typu Škoda 8Tr, a w kolejnych latach nowszy model Škoda 9Tr. W 1961 tabor liczył 120 wozów, w 1967 funkcjonowało 13 linii o łącznej długości 217 km obsługiwanych przez 159 wozów. W 1981 liczba posiadanego taboru trolejbusowego wzrosła do 278, władze miasta stanęły wówczas przed wyborem rozbudowy dotychczasowej zajezdni na Antokolu lub budowy nowej. Wybrano drugi wariant i rozpoczęto prace nad projektem i budową zajezdni w dzielnicy Viršuliškės, zakład gotowy obsłużyć flotę 150 pojazdów oddano do użytku 28 grudnia 1985, tabor liczył wówczas 297 pojazdów. Po odzyskaniu przez Litwę niepodległości nowy ustrój wymusił zmianę formy prowadzonej działalności gospodarczej, w kwietniu 1993 powołano do życia przedsiębiorstwo UAB Vilniaus troleibusai, którego właścicielem było miasto Wilno. W 1996 Rada Miasta podjęła decyzję o odnowieniu taboru i wyasygnowała środki na zakup 30 pojazdów produkcji czeskiej typu Škoda 14Tr, a w 1999 23 Škoda 14TrM. W latach 2004–2006 kupiono 45 polskich pojazdów Solaris Trollino 15 AC, 4 listopada 2011 zmieniono formę własności firmy, stworzono wówczas jedną spółkę zajmującą się komunikacją miejską w Wilnie UAB Vilniaus viešasis transportas, zaprezentowano wówczas pierwszy wyprodukowany na Litwie trolejbus Amber Vilnis 12 AC. W 2013 przeprowadzono znaczącą reformę w układzie komunikacyjnym miasta, zlikwidowano wówczas cztery linie trolejbusowe, a pozostałym zmodyfikowano trasy. W 2016 mer Wilna Remigijus Šimašius poinformował media, że miasto wystąpi o fundusze strukturalne Unii Europejskiej na zakup 35 nowych trolejbusów. W latach 2018 i 2019 zakupiono 41 trolejbusów Solaris Trollino 12. W 2024 została dostarczona pierwsza partia z 91 trolejbusów Škoda 32Tr SOR.

## Linie
W Wilnie istnieje 17 linii trolejbusowych:
- 1: Karoliniškės–Žvėrynas–Stotis
- 2: Saulėtekis–Žygimantų g.–Stotis
- 3: Karoliniškės–Žvėrynas–Žygimantų g.
- 4: Antakalnis–Žemieji Paneriai
- 6: Žirmūnai–Kalvarijų g.–J. Basanavičiaus g.–Žemieji Paneriai
- 7: Pašilaičiai–Justiniškės–Žvėrynas–Stotis
- 9: Karoliniškės–Šeimyniškių g.–Žirmūnai
- 10: Saulėtekis–Kalvarijų g.–Naujininkai
- 12: Žirmūnai–Šeimyniškių–J. Basanavičiaus g.–Žemieji Paneriai
- 14: Saulėtekis–Žygimantų g.–J. Basanavičiaus g.–Gerosios Vilties st.
- 15: Stotis–Žemieji Paneriai
- 16: Pašilaičiai–Lazdynai–Stotis
- 17: Žirmūnai–Naujininkai
- 18: Pašilaičiai–Justiniškės–Žemieji Paneriai–Titnago g.
- 19: Pašilaičiai–Konstitucijos pr.–Antakalnis–Saulėtekis
- 20: Žirmūnai–Žygimantų g.–Pylimo g.–Stotis
- 21: Saulėtekis–Šilo tiltas–Žirmūnai

## Tabor
W eksploatacji znajdują się 253 trolejbusy:
- Škoda 14Tr i 14TrM – 124 trolejbusy
- Solaris Trollino 15 AC – 44 trolejbusy
- МАЗ-ЭТОН Т203 „Amber” – 2 trolejbusy
- Solaris Trollino 12 IV S – 41 trolejbusów
- Škoda 32Tr SOR – 38 trolejbusów
- Škoda 15Tr – 3 trolejbusy
- Škoda 9Tr – 1 trolejbus zabytkowy

## Galeria

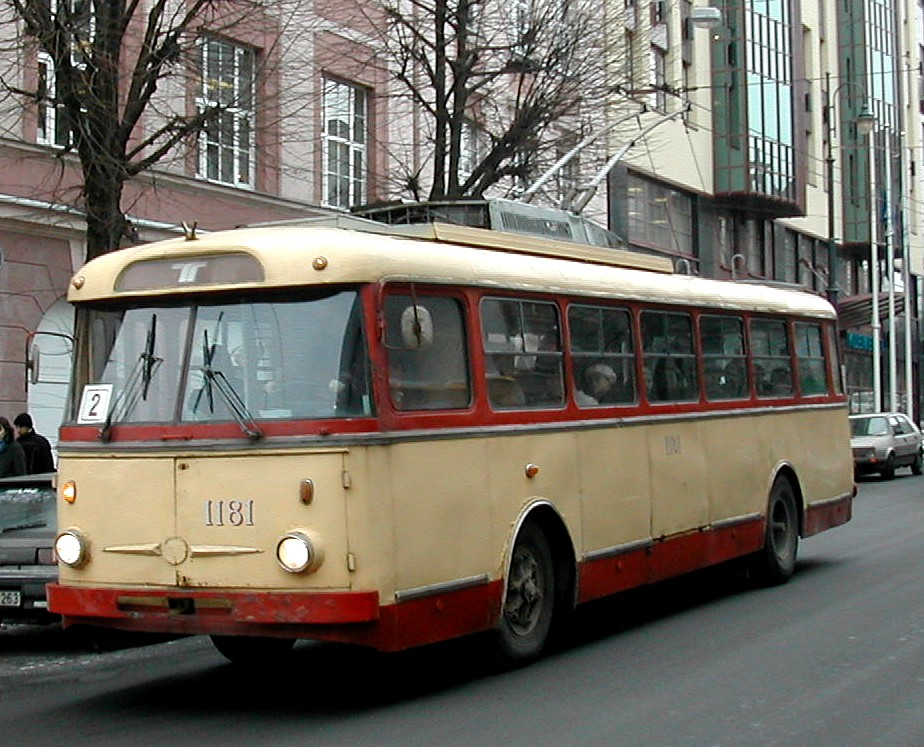
Trolejbus Škoda 9Tr
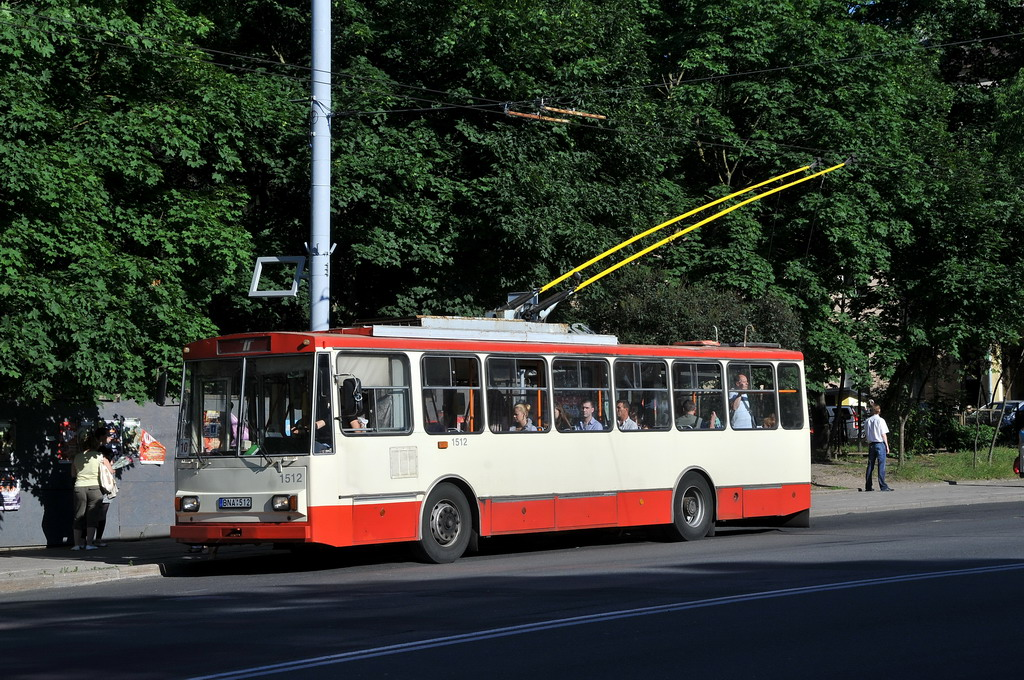
Trolejbus Škoda 14Tr
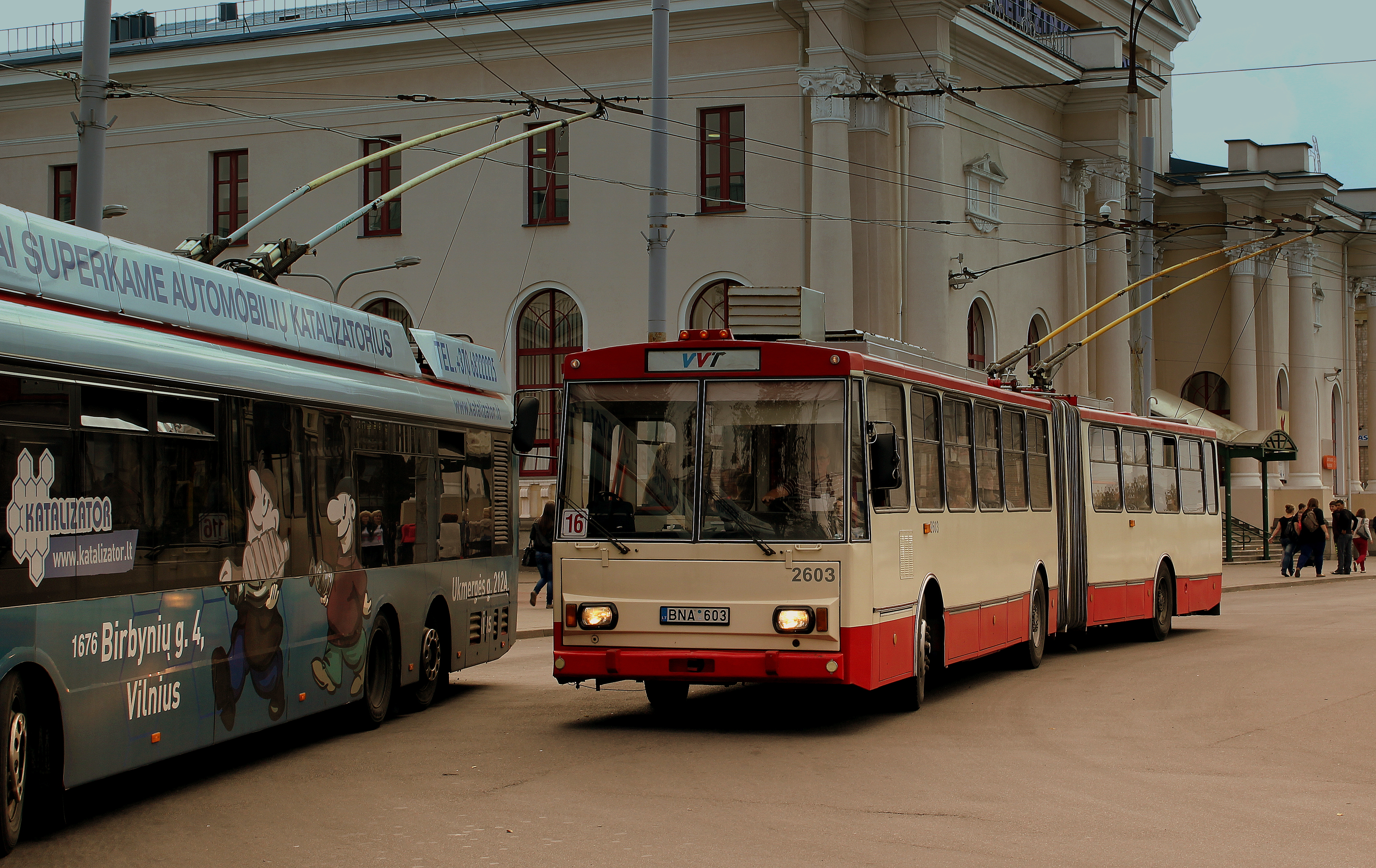
Trolejbus Škoda 15Tr
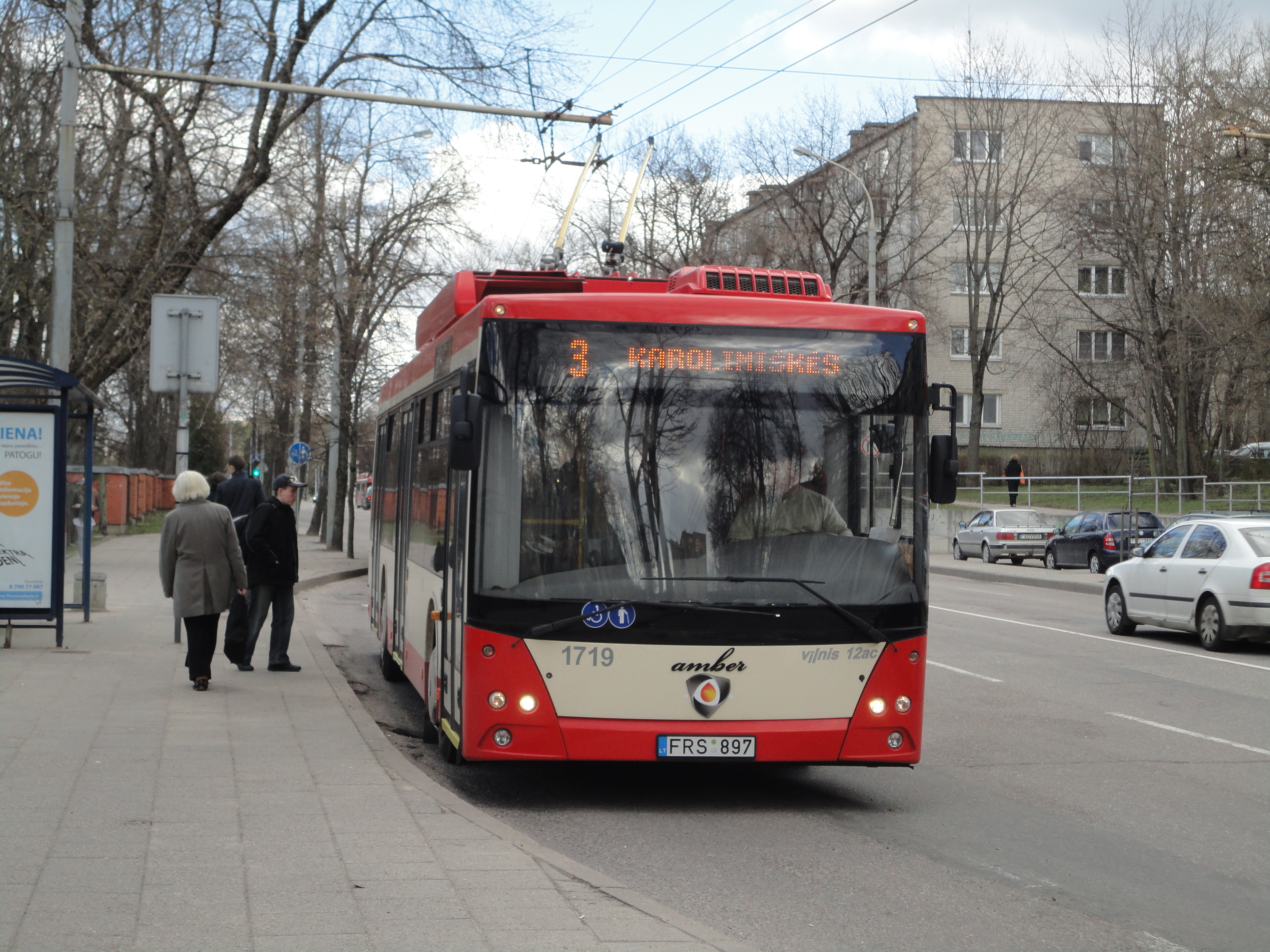
Trolejbus Amber Vilnis 12AC
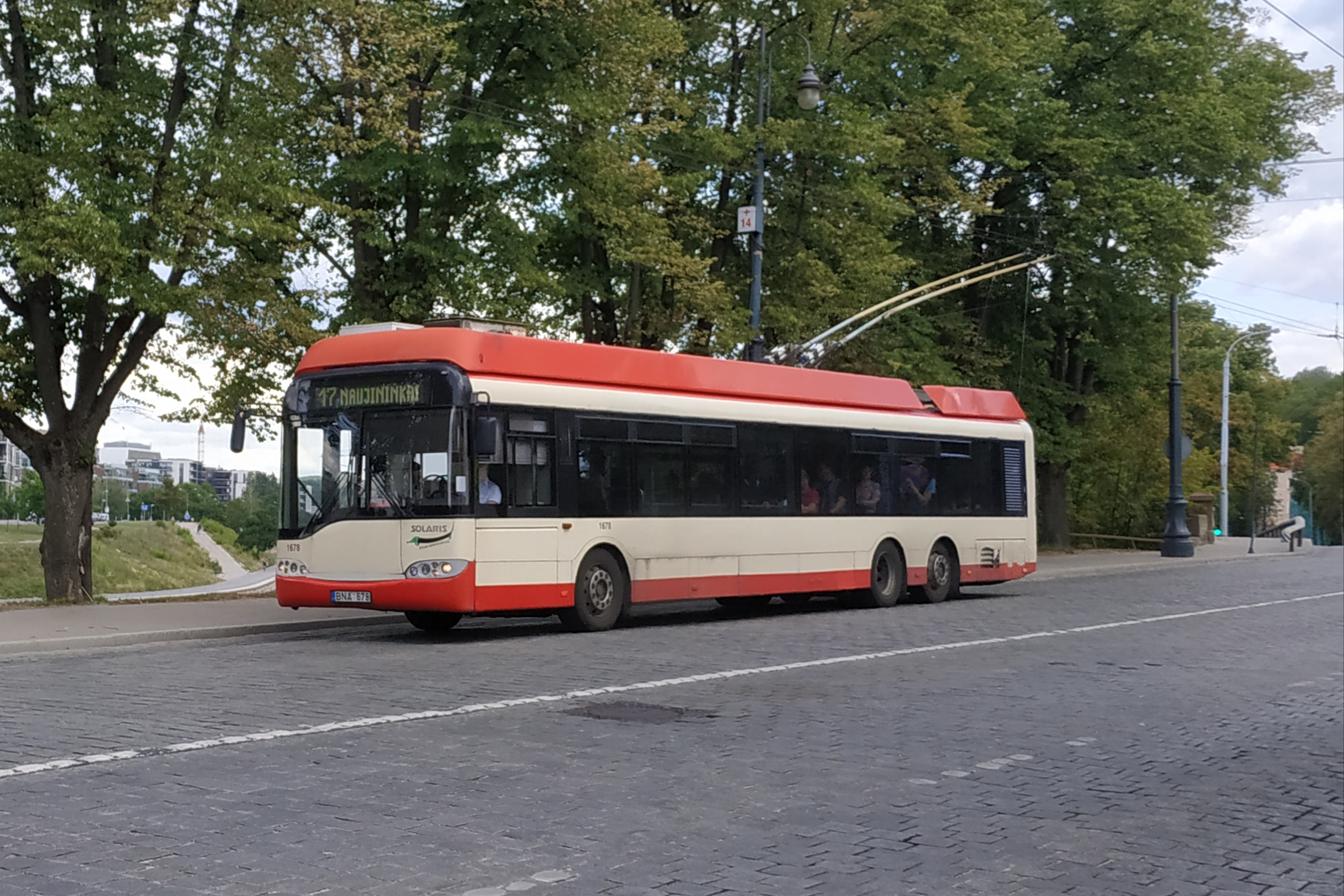
Trolejbus Solaris Trollino II 15 AC
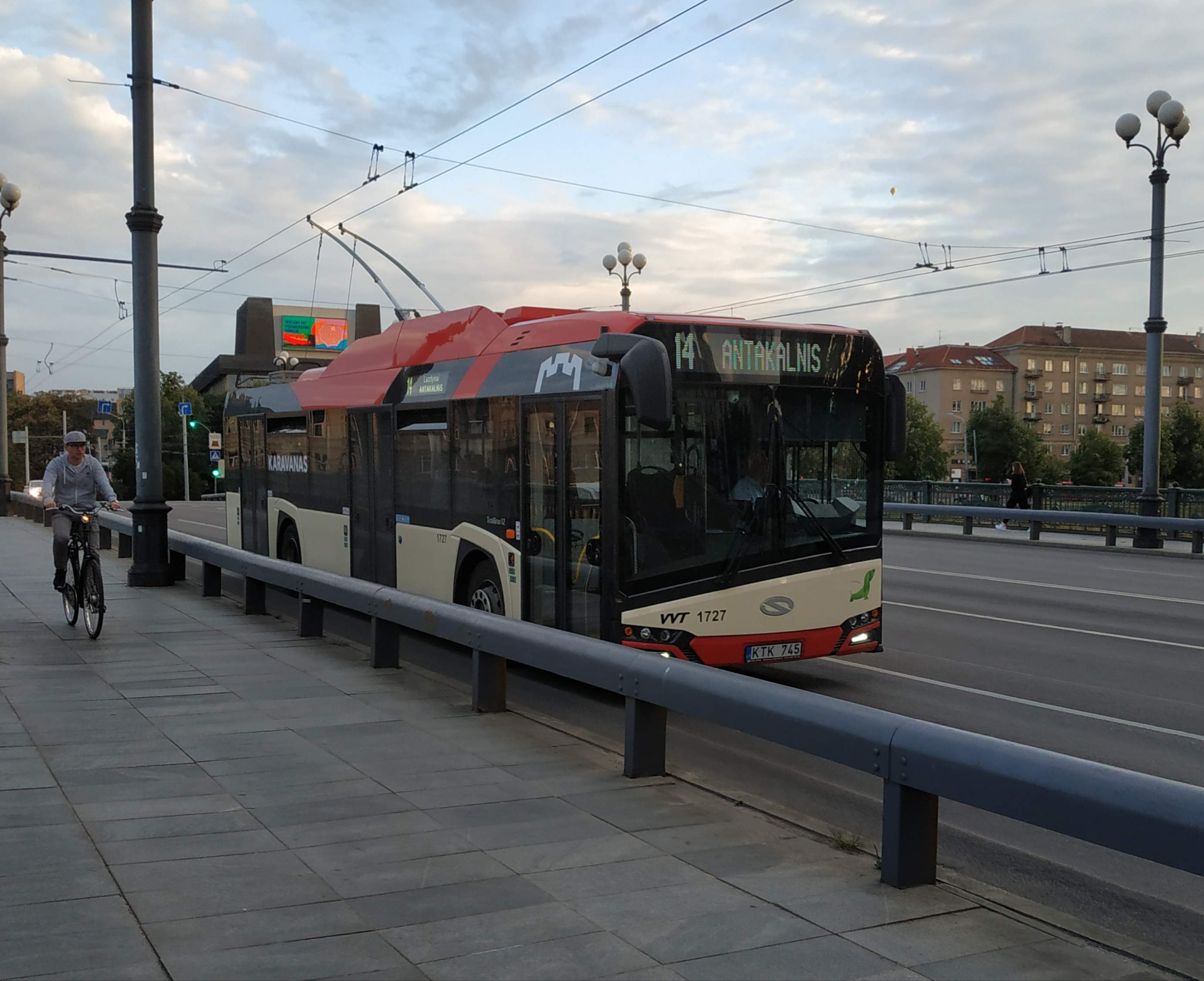
Trolejbus Solaris Trollino IV 12